# Prädikat Beerenauslese

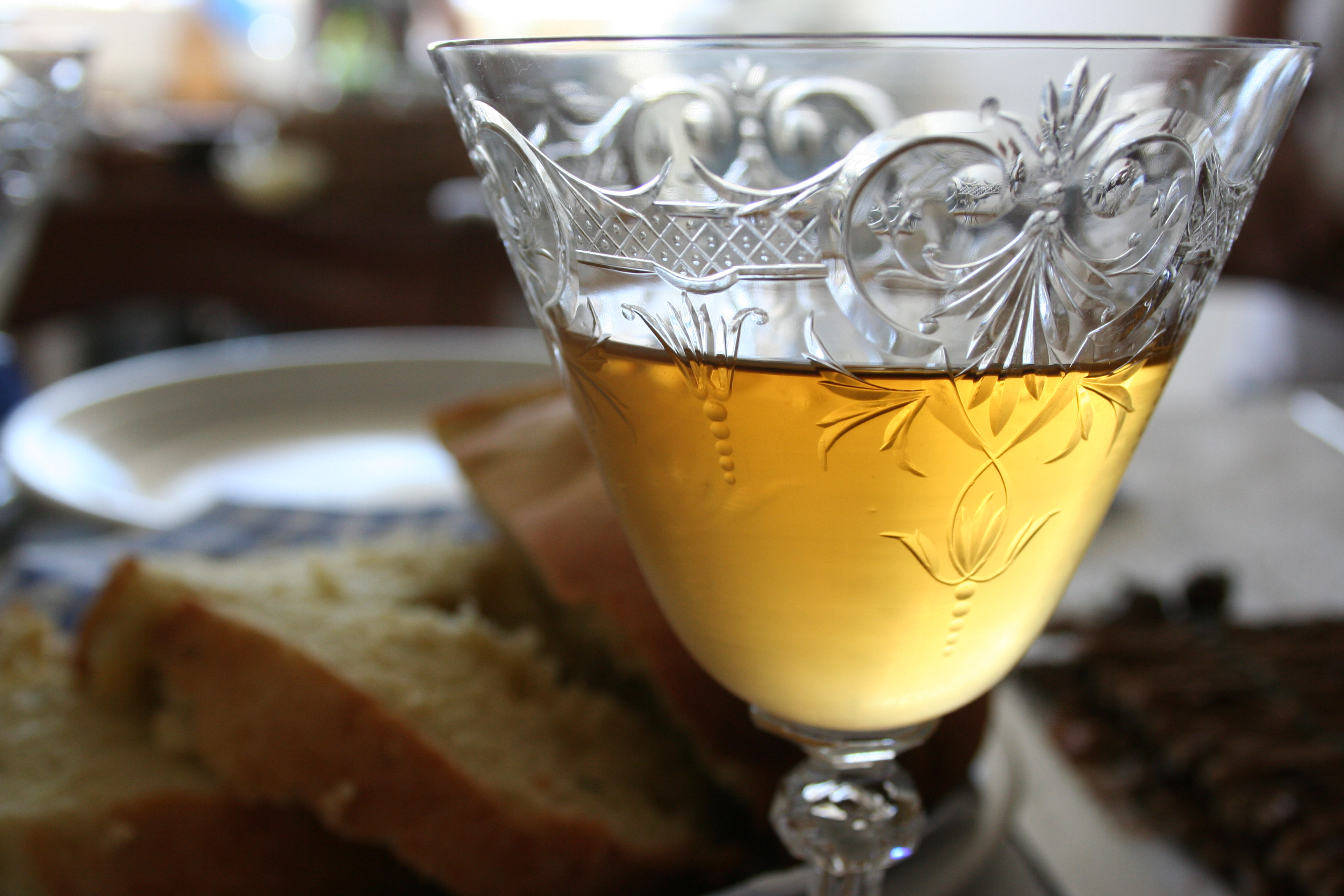
Beerenauslese ist eine edelsüße Weinrarität

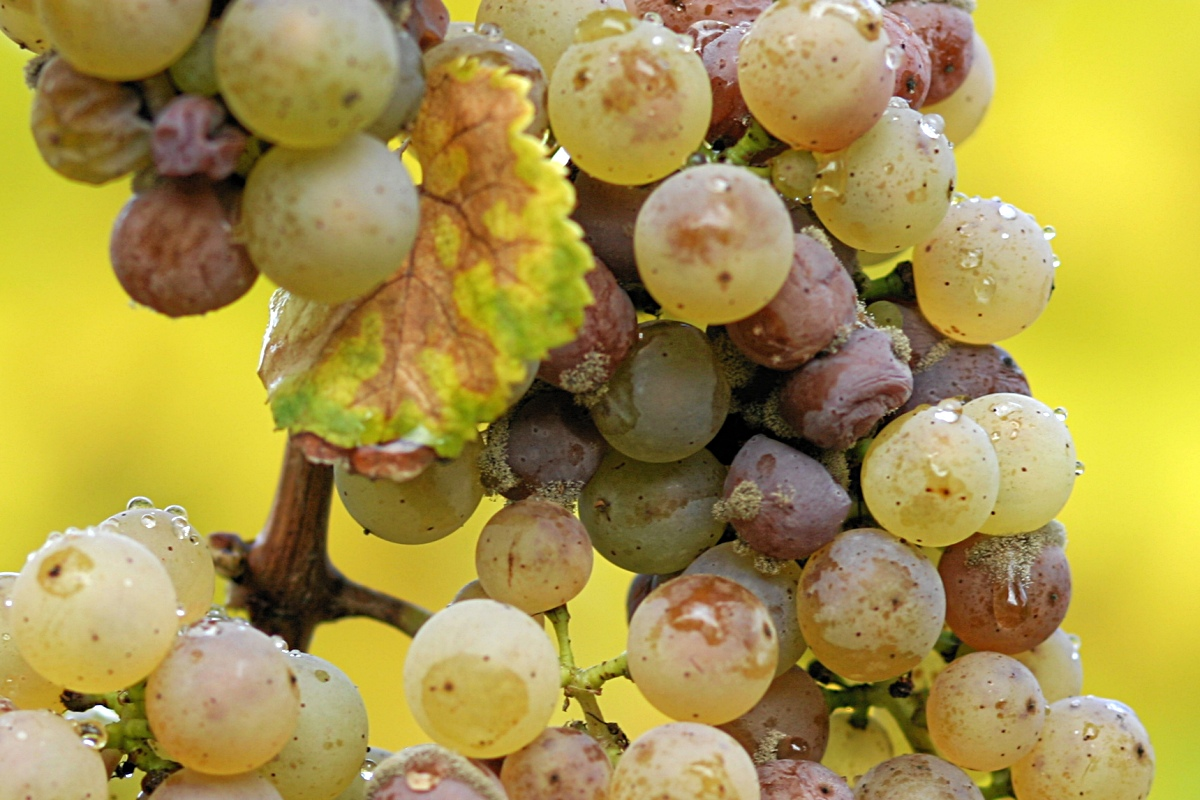
Die Edelfäule konzentriert auf natürliche Weise die Süße, Säure und Aromen der Weinbeeren.

Beerenauslese (kurz: BA) ist ein Prädikat für Qualitätsweine. Sie gehört zur Wein-Qualitätsstufe der Prädikatsweine. 

## Weinlese
Mit dem Prädikat Beerenauslese werden natursüße Weine bezeichnet, die aus edelfaulen Beeren hergestellt wurden. Beerenauslesen sind eine rare und geschmacklich intensive edelsüße Weinspezialität mit konzentrierter Natursüße und oftmals tiefgoldener Farbe. Gute Qualitäten besitzen in der Regel eine große Haltbarkeit und können bei fachgerechter Lagerung oft jahrzehntelang in der Flasche reifen. Charakteristisch ist die reiche Süße bei niedrigem Alkoholgehalt und ein feiner Honigton. Die jährliche Produktionsmenge ist sehr niedrig.
Vollreifes Lesegut und günstiges Herbstwetter (warm und feucht, neblig) sind für die Entstehung der süßen edelfaulen Beeren Voraussetzung. Sie werden bei der Lese einzeln per Hand ausgelesen und die Ausbeute ist sehr niedrig, weshalb die Herstellung besonders kostenintensiv ist. Die Gärung verläuft auf Grund der hohen Süßegradation oftmals sehr langsam. Die feinsten Beerenauslesen bringen die Rebsorten Riesling und Scheurebe hervor. Die vitale Säure dieser Weißweinsorten kann ein delikates geschmackliches Gegengewicht zur konzentrierten Süße der Beerenauslese bilden. Spitzenqualitäten kommen von der Mosel, Nahe oder dem Rheingau in Deutschland oder vom Neusiedler See in Österreich. Sie werden oftmals als teure Raritäten gehandelt.

## Mindestanforderungen

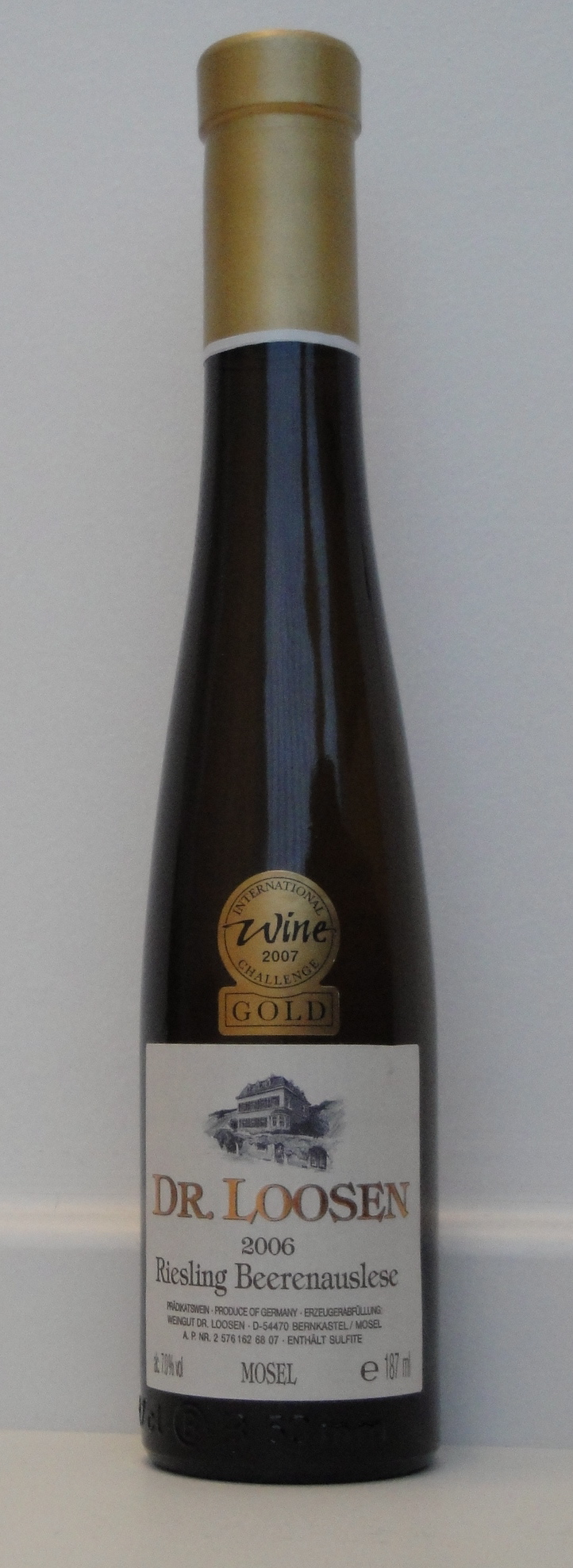
Eine Flasche Beerenauslese von der Mittelmosel.

In der Bundesrepublik Deutschland werden nur edelfaule oder überreife Beeren mit einer Mindestanforderung von 125° Oechsle gelesen, wobei die gesetzlichen Mindestanforderungen im Weinbaugebiet Baden je nach Rebsorte bei 127 bzw. 128° Oechsle festgesetzt sind.
In Österreich muss eine Beerenauslese mindestens 127° Oechsle/30° KMW aufweisen. Bekannt ist der Ruster Ausbruch vom Neusiedler See. Auch der berühmte Tokajer Ausbruch ist einer Beerenauslese ähnlich. In Frankreich werden Weine, die gewisse Ähnlichkeiten mit Beerenauslesen aufweisen, als Vin liquoreux bezeichnet; wie etwa die „Sélection de grains nobles“ aus dem Elsass.